# Ajád Aláví
Ajád Aláví (* 1945, Bagdád) byl iráckým premiérem v letech 2004 a 2005. V současnosti je lídrem Irácké národní fronty (INA), která jako členem sunnitsko-šíitské koalice Národní irácké hnutí (MNI), jež v parlamentních volbách 7. března 2010 porazila blok tehdejšího premiéra Núrího Málikího.

## Rodina
Aláví pochází ze známé a bohaté bagdádské rodiny. Jeho dědeček vyjednával nezávislost země na Velké Británii, strýc byl v roce 1940 ministrem zdravotnictví. Aláví je sekulární šíitský muslim, zasazuje se však o smíření sunnitů se šíity. Je podruhé ženatý, manželka, dvě dcery a syn žijí ve Velké Británii.

## Exil
V 60. letech studoval v Bagdádu medicínu. V roce 1971 odešel do exilu do Bejrútu a později do Londýna, kde dokončil studia se specializací na chirurgii. V roce 1978 unikl atentátu, zřejmě provedeného na příkaz Saddáma Husajna, rok byl hospitalizován pod policejním dohledem.

### Politická činnost v exilu
Od roku 1961 do roku 1971 byl členem vládní strany Baas. Po porážce Iráku ve válce v Perském zálivu spoluzakládal za pomoci CIA v roce 1993 v Londýně Iráckou národní dohodu jako frakci exilového opozičního Iráckého národního kongresu (INC). V roce 1996 se INA neúspěšně pokusila v Iráku o státní převrat.

## Politická činnost v Iráku
Po návratu do Iráku v roce 2003 se stal členem irácké vládní rady, jejímž předsedou byl v říjnu 2003. V červnu roku 2004 se stal premiérem. V této funkci byl v dubnu 2005 vystřídán Ibráhímem Džaafaríhem. V témže měsíci přežil další pokus o atentát. V parlamentních volbách v prosinci 2005 strana INA skončila na čtvrtém místě a získala 25 křesel v parlamentu.